# 野間仁根
野間 仁根（のま ひとね、1901年（明治34年）2月5日 - 1979年（昭和54年）12月30日）は、大正から昭和にかけての洋画家。名を読み替えて「jinkon」とサインすることもあった。明るい色彩の瀬戸内海の油絵で知られる。

## 来歴
愛媛県伊予大島の津倉村（吉海町、現・今治市）に生まれる。1919年に上京し、1920年（大正9年）に川端画学校を経て、東京美術学校（現・東京芸術大学）に入学する。伊藤廉らと童顔社を結成し活動した後、拓榴社を経て、1933年（昭和8年）に二科会の会員に。1955年（昭和30年）に鈴木信太郎、高岡徳太郎らと共に二科会を去り「一陽会」を創設する。
1979年（昭和54年）12月30日、78歳で東京にて逝去した。18歳で上京したが、その後もたびたび帰郷し島の風景をスケッチした。伊予大島で塩田を営む野間家の本家・角浜の6代目当主であり、生家や墓は今も島にある。

## 人物
釣りと海を愛し、東京に転居後も故郷・瀬戸内の海を描き続けた。写生と釣りのために千葉県の外房に通い、太海浜に接するように建つ江澤館を定宿とした。ユーモアあふれる気さくな人柄は、その著書『呑馬先生釣日記』によく表れている。江澤館には野間仁根・傳治の絵が残され、今も仁根の描いたヒラメの絵が包装紙に使われている。
画業を通じて熊谷守一や藤田嗣治と、挿絵の仕事等を通じて井伏鱒二や川端康成などと交流があった。

## 親族
銅版画家・野間佳子（よしこ。1934年- ）は長女、画家・彫刻家の野間傳治（でんじ。伝治とも。1935-2005年）は長男。
画家・野間祥子（さちこ）は仁根のいとこの孫。

## 作品
- 1928年（昭和3年）の第15回二科展に出品した『夜の床』で樗牛賞を受賞。
- 井伏鱒二、佐藤春夫、坪田譲治などの新聞連載小説の挿絵を担当した[1]。
- 最も多くの作品が出身地・伊予大島の吉海郷土文化センターに所蔵されている。愛媛県美術館にも数点（常設とは限らない）。その他、個人蔵の作品が多い。
- 魚の版画などが東京都の練馬区立美術館に収蔵されている。

## 展覧会
- 1938年（昭和13年） - 師の一人・熊谷守一と二人展を開催
- 2005年（平成17年）10月22日～12月11日 - 「野間仁根展」愛媛県美術館[8]
- 2012年2月24日 - 3月9日、4月5日 - 15日 - 「鈴木信太郎・野間仁根 展」日動画廊東京本店（2-3月）[9]、福岡店（4月）[10]
- 2016年9月18日 - 11月20日 - 「野間仁根展 ～色彩踊る幻想の世界へ」ミウラート・ヴィレッジ（三浦美術館）[11]
- 2020年8月15日～10月4日 - 「～あるがままに、自由に～野間仁根の世界」愛媛人物博物館[12]

今治市吉海郷土文化センターでは、たびたび野間仁根の企画展や館収蔵展を開催している。

## 著書・画集・関連論文
- 『呑馬先生釣日記』昭和37年（1962年）オリオン社出版部
- 『野間仁根画集』昭和55年（1980年）三彩新社
- 吉海郷土文化センター発行「野間仁根 画集」※現地で販売
- 長井健（愛媛県美術館）2006年「野間仁根の文人性について : 昭和10-20年代の動向を中心に」